# Paranonyma nigrosignata
Paranonyma nigrosignata là một loài bọ cánh cứng trong họ Cerambycidae.